# Sergi Torró i Ferrero
Sergi Torró i Ferrero (Sergi Torró com a nom literari; Ontinyent, 23 d'abril de 1971) és un docent, traductor i poeta valencià.
Llicenciat en Filologia Catalana el 1994 per la Universitat de València, també va estudiar a Barcelona periodisme. Combina la seva tasca com a docent en llengua i literatura a Mallorca amb col·laboracions en revistes literàries com Crònica, setmanari de la seva ciutat natal, així com en l'elaboració de reportatges i notícies per diferents mitjans de comunicació, i guions per còmics. També com a escriptor exerceix de traductor de l'anglès al català, a més de participar i formar part de diferents tertúlies literàries o grups artístics com «El Desert de la Paraula», «Miserables Norantes», «Batalló d'Artistes» o el «Col·lectiu SantDimoni», en d'altres.
La seva producció literària emmarcada dins la poesia, va iniciar-la amb la publicació de "Derribos Arias" i els dubtes insostenibles —Premi 25 d'Abril Vila de Benissa el 1990—, tot seguit del poemari Cançons de redempció (Editorial Germania, 1996) —Premi Miguel Hernández—, continuada per Visions provisionals (2006) —Premi Literari “Ciutat de Xàtiva”, en la modalitat poesia, de la seva XXVI edició— entre d'altres. Ha escrit també llibres de gèneres no ficcionals com A Portugal cercant alguna cosa —un dietari publicat el 1994— i No t'estavellis en el camí, vagabund il·lustrat —un llibre de viatges publicat el 1989—, i ha estat inclòs al monogràfic literari Sexduïts i sexduïdes (2014) coordinat per Lluís Roda.